# 周志春
周志春（1945年—2022年12月8日），男，北京人，中国新闻工作者，高级编辑，曾任中国青年报社副社长、副总编辑。